# Norrtälje försvarsområde
Norrtälje försvarsområde (Fo 45) var ett försvarsområde inom svenska armén som verkade i olika former åren 1942–1946. Försvarsområdesstaben var förlagd i Stockholms garnison i Stockholm.

## Historia
Norrtälje försvarsområde bildades den 1 oktober 1942 och var direkt underställd militärbefälhavaren för IV. militärområdet. Staben vid försvarsområdet delades och var gemensam med Stockholms försvarsområde. Den 31 december 1946 upplöstes försvarsområdet och delades försvarsområdet i två delar, vilka tillfördes uppgick den 1 januari 1947 i Stockholms försvarsområde samt Uppsala försvarsområde.

## Förläggningar och övningsplatser
När försvarsområdet bildades samlokaliserades dess stab med staben för Stockholms försvarsområde på Storgatan 30 i Stockholm.

## Förbandschefer
Förbandschefen titulerades försvarsområdesbefälhavare och  tjänstegraden överste och var tillika chef för Stockholms försvarsområde.
- 1939–1942: Överste Willy Kleen
- 1943–????: Generalmajor Sven Alin
- 1943–1945: Generalmajor Hugo Cederschiöld
- 1945–1946: Överste Nils Stenbeck [c]

## Namn, beteckning och förläggningsort
| Norrtälje försvarsområde | 1942-10-01 | – | 1946-12-31 |

| Fo 45 | 1942-10-01 | – | 1946-12-31 |

| Stockholms garnison (F) | 1942-10-01 | – | 1946-12-31 |